# غيبر (فرع العدين)

تعديل مصدري - تعديل

غيبر هي إحدى قرى عزلة الأهمول بمديرية فرع العدين التابعة لمحافظة إب، بلغ تعداد سكانها 55 نسمة حسب تعداد اليمن لعام 2004.